# Botticino
Botticino là một đô thị trong tỉnh tỉnh Brescia thuộc vùng Lombardia, Ý. Đô thị này có diện tích 18 km², dân số 10082 người. Các đô thị giáp ranh gồm: Brescia, Nave, Nuvolera, Rezzato et Serle